# 真島和志
真島 和志（ましま かずし）は、日本の化学者。
大阪大学大学院薬学研究科 特任教授。
専門は無機分子化学、有機分子化学。

## 学歴
- 1975年4月 - 1979年3月 大阪大学 理学部 高分子学科[2]
- 1979年4月 - 1981年3月 大阪大学大学院理学研究科 高分子学専攻[2]
- 1981年4月 - 1983年10月 大阪大学大学院理学研究科 高分子学専攻 [2]
- 大阪大学より理学博士の学位取得[2]

## 経歴
- 1982年 - 1988年 分子科学研究所 助手[2]
- 1988年 - 1991年 京都大学工学部 助手[2]
- 1991年 - 1993年 大阪大学理学部 助手[2]
- 1993年 - 2002年 大阪大学基礎工学部 助教授[2]
- 2003年1月 - 2022年3月 大阪大学大学院基礎工学研究科 教授[2]
- 2022年4月 - 大阪大学大学院薬学研究科 特任教授[2]

## 受賞歴
- 1994年2月 第12回（1993年度）有機合成化学奨励賞(有機合成化学協会)[4][2]
- 1996年2月 研究企画賞(有機合成化学協会)[5][2]
- 1999年4月 注目発明選定証(科学技術庁)[2]
- 2000年8月 日本化学会 BCSJ論文賞[2]
- 2009年3月 日本化学会 第26回（平成20年度）学術賞[6][2]
- 2010年3月 新化学技術推進協会 第9回グリーン・サステイナブルケミストリー賞・文部科学大臣賞[7][2]
- 2010年5月 (2009年度）高分子学会賞（科学部門）[8][2]
- 2018年3月（平成29年度） 第70回日本化学会賞[9][2]
- 2018年4月(平成30年度) 科学技術分野の文部科学大臣表彰 科学技術賞（研究部門）[10][2]
- 2019年3月 フンボルト賞（アレクサンダー・フォン・フンボルト財団）[3][2]
- 2019年10月 Schlenk Lecture Award 2019(エバーハルト・カール大学テュービンゲン(Eberhard Karls Universität Tübingen))[2]